# Lucien Favre
Lucien Favre, född 2 november 1957, är en schweizisk fotbollstränare och före detta fotbollsspelare. Han var 22 maj 2018 till  13  december 2020 huvudtränare för den tyska klubben Borussia Dortmund. Under sin spelarkarriär spelade Favre för Lausanne-Sports, Neuchâtel Xamax, Servette samt Toulouse. 
Som tränare har han vunnit Schweiziska cupen och det schweiziska mästerskapet med Servette och Zürich. I Tyskland har Favre även varit tränare i Hertha Berlin och Borussia Mönchengladbach.

## Spelarkarriär

### Klubbkarriär
På klubbnivå spelade Favre för Lausanne-Sports, Neuchâtel Xamax, Servette samt Toulouse. Han avslutade sin spelarkarriär under 1991.

### Landslagskarriär
Favre spelade 24 landskamper för det schweiziska landslaget. Han gjorde sitt första och enda landslagsmål i sin debut mot Nederländerna den 1 september 1981. Även Ruud Gullit och Frank Rijkaard landslagsdebuterade i denna match. Favre spelade sin sista landskamp för Schweiz den 26 april 1989 i en 1–3-förlust mot Portugal.